# Irene o el tesoro
Irene o el tesoro es una obra de teatro escrita por Antonio Buero Vallejo y estrenada en el Teatro María Guerrero de Madrid el 14 de diciembre de 1954.

## Sinopsis
Irene es una joven viuda que se ve obligada a instalarse en casa de sus suegros, que la detestan y tratan con desprecio. Irene vive en un mundo de ensoñación con duendes y hadas, aunque agobiada por el recuerdo del hijo que perdió antes de nacer. Sin embargo no pierde la esperanza de una existencia mejor.

## Estreno
- Dirección: Claudio de la Torre.
- Intérpretes: Elvira Noriega, Rafael Bardem, José María Rodero, Carmen Seco, Mari Tere Carrera, Luisita España, Pastor Mata.